# Stefaniola arthrophytumilaesa
Stefaniola arthrophytumilaesa är en tvåvingeart som beskrevs av Fedotova 1992. Stefaniola arthrophytumilaesa ingår i släktet Stefaniola och familjen gallmyggor.
Artens utbredningsområde är Kazakstan. Inga underarter finns listade i Catalogue of Life.